# 3214 Макаренко
3214 Макаренко (енгл. 3214 Makarenko) је астероид главног астероидног појаса са средњом удаљеношћу од Сунца која износи 3,011 астрономских јединица (АЈ).
Апсолутна магнитуда астероида је 11,1.